# Тіссемсілт
Тіссемсілт (араб. تسمسيلت, фр. Tissemsilt) — місто у північній частині Алжиру. Адміністративний центр однойменного вілаєту. Розташоване за 210 км на південний захід від столиці країни — м. Алжир.

## Географія
Місто знаходиться в південній частині вілаєту, в гористій місцевості Атласу, на північ від річки Нахр-Васель. Абсолютна висота - 849 метрів над рівнем моря.
Тіссемсілт розташований на відстані приблизно 165 кілометрів на північний захід від столиці країни Алжиру.

## Демографія
За даними перепису, на 2008 рік населення становило 75 197 осіб.

## Транспорт
Найближчий аеропорт розташований в місті Тіарет.

## Історія
До здобуття Алжиром незалежності, місто називалося Віалар (фр. Vialar). В 1984 році став центром новоутвореного однойменного вілаєту.
| Алжир | Це незавершена стаття з географії Алжиру. Ви можете допомогти проєкту, виправивши або дописавши її. |